# Complementeerder
Een complementeerder is in de generatieve grammatica de benaming voor een lexicale categorie die in grote lijnen overeenkomt met wat in de traditionele ontleding een onderschikkend voegwoord heet. De term werd voor het eerst gebruikt in 1967. 
De term complementeerder (Eng. complementizer) wordt meestal afgekort tot C of CP (Complementizer Phrase). 

## Functie
Complementeerders worden beschouwd als het syntactische hoofd van bijzinnen (en eventueel hoofdzinnen). Dit blijkt onder meer uit het feit dat ze in bijvoorbeeld het Japans en Koreaans altijd achteraan het complement staan, net als de hoofden bij andere complementen.

## Grammaticalisatie
Als gevolg van grammaticalisatie gaan complementeerders in de loop van eeuwen vaak tot een andere lexicale categorie behoren dan die waar ze oorspronkelijk onder vielen. Dit gebeurt bijvoorbeeld veel met determinatieven. 
Een voorbeeld in het Nederlands is het aanwijzend voornaamwoord dat. In de loop der eeuwen is dit ook een complementeerder geworden: Ik weet dat het zo is. In het eigentijdse Nederlands doet zich iets soortgelijks voor met het vragend voornaamwoord hoe: in de zin Hij vroeg hoe het ervoor stond heeft dit vragend voornaamwoord eigenlijk al iets meer de functie van complementeerder.
Hetzelfde geldt voor het Engelse how: I read in the paper how it's going to be cold today. Daarnaast heeft ook Engelse voorzetsel for zich gaandeweg ontwikkeld tot complementeerder: I would prefer for there to be..., etc.

## Lege complementeerder
Een "lege" complementeerder is een veronderstelde onzichtbare complementeerder met dezelfde functie als een zichtbare complementeerder (enigszins vergelijkbaar met een nulmorfeem). In het Engels is deze lege complementeerder in ieder geval overduidelijk aanwezig, hetgeen blijkt uit zinnen als I hope øC you go ahead of I wish øC I could help you. 
In de zin I read øC it's going to be cold kan de complementeerder that of how worden bijgedacht. Volgens veel taalkundigen is hier sprake van een onzichtbare operator. 

## Oorsprong inSemitische talen
De modern Hebreeuwse complementeerder she- [∫e], "dat", dat tevens een betrekkelijk voegwoord is, stamt van de oud-Hebreeuwse complementeerder she-, die op zijn beurt weer mogelijk een verkorte vorm was van het betrekkelijke voegwoord asher dat samenhangt met het Akkadische ashru, "plaats". Het Oudhebreeuwse betrekkelijke voegwoord asher komt ook voor in het moderne Hebreeuws, maar is minder gebruikelijk dan she-. In plaats van she- wordt in het moderne Hebreeuws ook nog de complementizer ki- gebruikt, die is afgeleid van het Oudhebreeuwse  kī, "omdat". Deze laatste vorm behoort tot de Hebreeuwse normatieve grammatica, maar wordt bij voorkeur gemeden vanwege de overeenkomst in klank met het Franse que- (zie ook semantisch-fonetisch aanpassen).